# 约翰·斯顿普夫
约翰·杰拉德·斯顿普夫（John Gerard Stumpf，1953年9月15日—）是一位美国银行業高管。他曾是美国四大银行之一的富国银行集團董事长兼首席执行官。他于2007年6月出任首席执行官，2006年6月進入董事会，并于2005年8月出任总裁。他于2010年1月成为董事长。後來由於發生富国银行账户欺诈丑闻，斯顿普夫于2016年10月12日辞去富国银行集團董事长兼首席执行官职务。